# Bågbandgräsmott
Bågbandgräsmott (Thisanotia chrysonuchella) är en fjärilsart som beskrevs av Giovanni Antonio Scopoli 1763. Enligt Catalogue of Life ingår bågbandgräsmott i släktet Thisanotia och familjen Crambidae, men enligt Dyntaxa är tillhörigheten istället släktet Thisanotia och familjen mott. Arten är reproducerande i Sverige. Inga underarter finns listade i Catalogue of Life.

## Bildgalleri

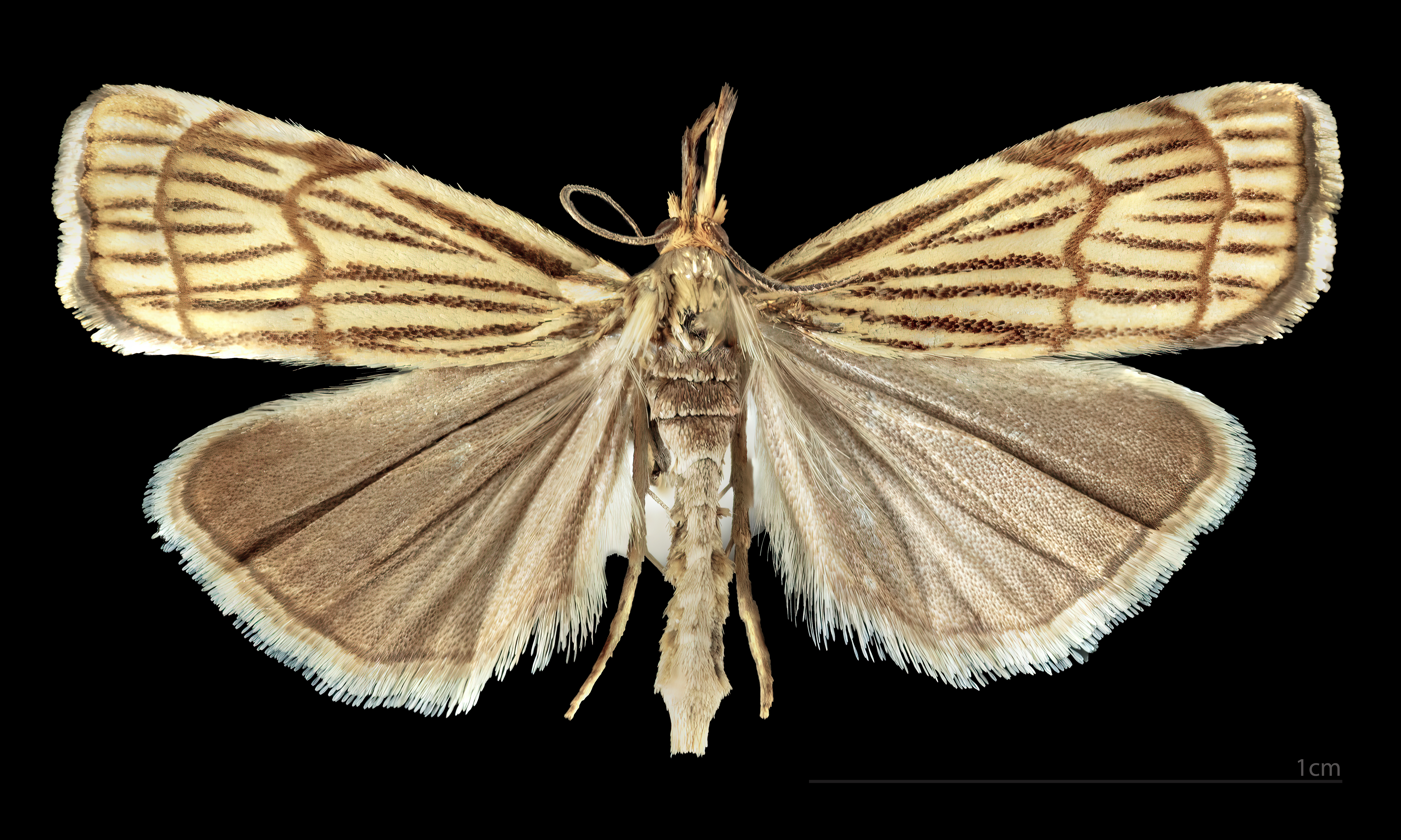
Thisanotia chrysonuchella ♀
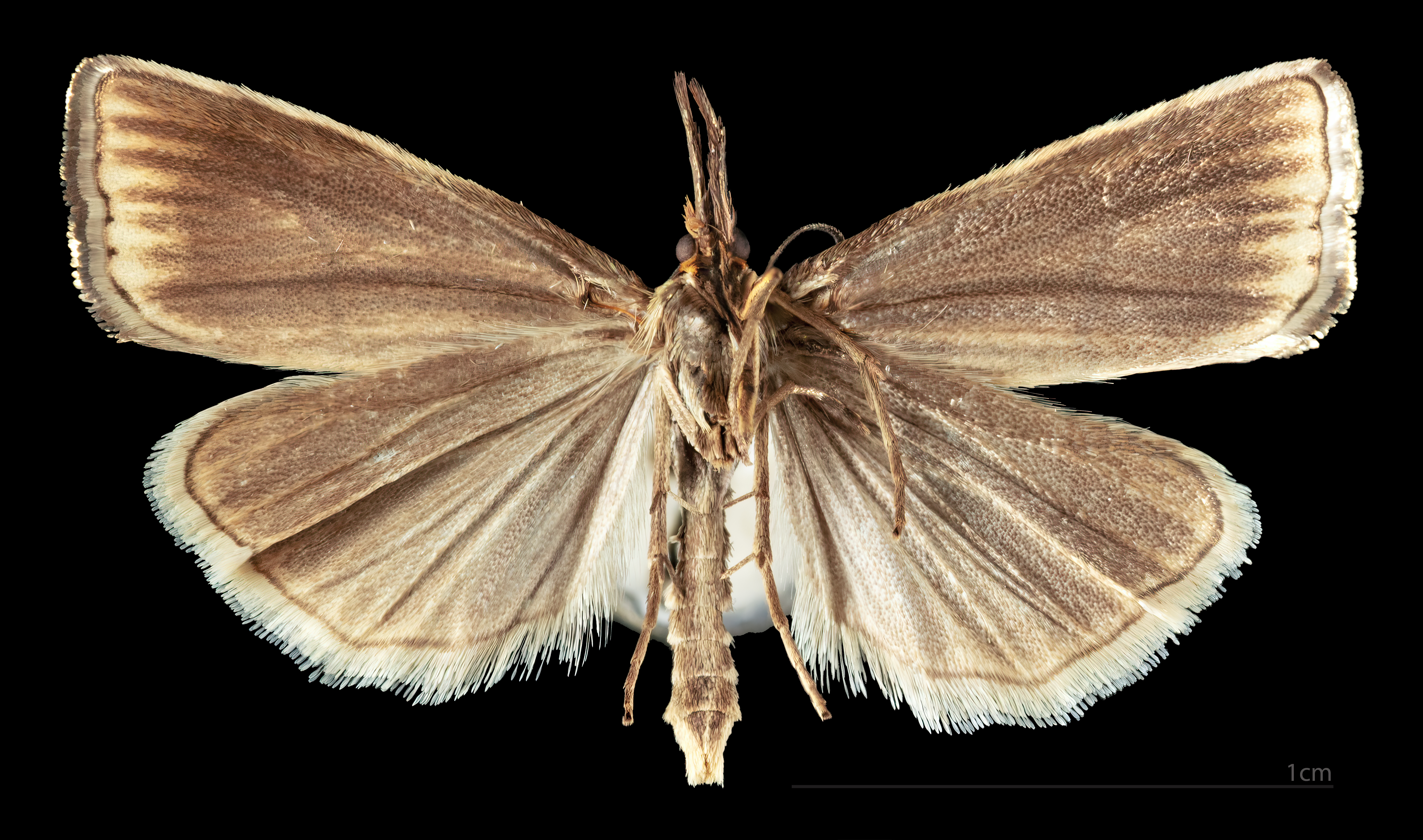
Thisanotia chrysonuchella ♀  △